# 伊達邦和
伊達 邦和（だて くにより）は、江戸時代後期の陸奥国仙台藩一門第九席・川崎伊達家6代当主。

## 生涯
文化8年（1811年）、岩出山伊達家8代当主・伊達宗秩の三男として誕生。
叔父で川崎伊達家5代当主・伊達宗和の婿養子となり、家督と知行2000石を相続し、陸奥国柴田郡川崎邑主となる。藩主・伊達斉邦の偏諱を受け織部邦和と名乗った。
天保14年（1843年）閏9月19日死去。享年33。家督は嫡男・邦賢が相続した。